# Eleição municipal de Fortaleza em 1936
As eleições municipais de Fortaleza em 1936, aconteceram no dia 29 de março, assim como em todo o estado do Ceará. Foram as primeiras eleições municipais realizadas após a criação da Justiça eleitoral. Foram eleitos um prefeito, e 15vereadores. O prefeito titular, à época da eleição, era Álvaro Weyne.
Raimundo de Alencar Araripe sagrou-se vencedor na disputa para prefeito, recebendo 38,86% dos votos válidos, tendo derrotado João Jorge de Pontes Vieira.

## Antecedentes
As eleições municipais estavam previstas para acontecer após três meses da promulgação da Lei Orgânica dos municípios, porém, na capital Fortaleza só estavam previstas eleições para vereadores, o que levou o Partido Social Democrático a entrar com um recurso na Justiça Eleitoral. Acatado o recurso, o Tribunal Regional Eleitoral do Ceará a fixar a eleição para prefeito no dia 29 de março, data no qual seriam realizadas eleições em todo o estado.

## Candidatos
Foram apresentadas quatro candidaturas à prefeito:
Nota: a tabela a seguir está organizada por ordem alfabética de candidatos.
| Prefeito(a)                 | Prefeito(a) | Prefeito(a)           |
| Candidato                   | Partido     | Partido               |
| --------------------------- | ----------- | --------------------- |
| Franklin Monteiro Gondim    |             | PRP                   |
| João de Carvalho Góes       |             | Fortaleza, Governa-te |
| Pontes Vieira               |             | PSD                   |
| Raimundo de Alencar Araripe |             | PRP                   |

## Resultados

### Prefeito[4][1]
| Candidato(a)                          | Turno Único 29 de março de 1936 | Turno Único 29 de março de 1936 |
| Candidato(a)                          | Total                           | Percentagem                     |
| ------------------------------------- | ------------------------------- | ------------------------------- |
| Alencar Araripe (PRP)                 | 3.671                           | 38,86%                          |
| Pontes Vieira (PSD)                   | 3.325                           | 35,20%                          |
| Carvalho Góes (Fortaleza, Governa-te) | 1.485                           | 15,72%                          |
| Franklin Gondim (PRP)                 | 965                             | 10,22%                          |

| Partido | Partido               | Candidato | Votos | Votos (%) |
| ------- | --------------------- | --------- | ----- | --------- |
|         | PRP                   | Raimundo  | 3 671 | 38,86%    |
|         | PSD                   | Vieira    | 3 325 | 35,2%     |
|         | Fortaleza, Governa-te | Carvalho  | 1 485 | 15,72%    |
|         | PRP                   | Franklin  | 965   | 10,22%    |
| Totais  | Totais                | Totais    | 9 446 |           |

## Vereadores Eleitos[2][5]
| Candidato                  | Partido                  | Votação |
| -------------------------- | ------------------------ | ------- |
| Antônio Mendes Paiva       | PSD                      | 507     |
| Euclydes Themotheo de Lima | PSD                      | 427     |
| Luiz Brígido Nunes de Melo | PSD                      | 382     |
| Marcos Botelho             | PSD                      | 288     |
| Júlio Coelho de Araújo     | PSD                      | 250     |
| Oswaldo Studart            | PRP                      | 502     |
| Pergentino Augusto Lima    | PRP                      | 501     |
| Carlos Walreven            | PRP                      | 424     |
| José Agostinho da Silva    | PRP                      | 382     |
| Antônio Gomes de Freitas   | PRP                      | 270     |
| Humberto Albano Teóphilo   | PRP                      | 239     |
| Manoel Paulino de Moraes   | PRC                      | 216     |
| Waldemar Cabral Caracas    | PRC                      | 167     |
| Maria de Jesus Mello       | "Fortaleza, Governa-te!" | 218     |
| Luiz Francisco de Oliveira | "Fortaleza, Governa-te!" | 203     |